# Сан Хон Лі
Сан Хон Лі (кор.: хангиль: 이상헌; нар. 21 травня 1996, Сеул, Південна Корея) — південнокорейський актор, здобув популярність завдяки дебютній ролі Мін Хо в серіалі «Цілую, Кітті», спінофі франшизи фільмів «Всім хлопцям» (2018—2021). У серпні 2023 року дебютував у спортивній драмі «Ґран Туризмо».

## Молодість й освіта
Народився 21 травня 1996 року в Сеулі, Південна Корея. Має старшу сестру Гіа Кім (кор.: хангиль: 지아킴) (справжнє ім'я Чон Нйон Лі, кор.: хангиль: 이정년), яка на чотири роки старша. Вона також — акторка, яка грає головну героїню у «Цілую, Кітті». Сестра використовує сценічне ім'я, тому вони мають різні прізвища. Більшу частину дитинства та підліткового віку провів у Гонконзі через роботу свого батька в будівельній галузі. У той період навчався в міжнародній школі разом з сестрою.
Почав виявляти інтерес до акторства на курсах драматичного мистецтва в школі в Гонконзі, що згодом спонукало здобути ступінь бакалавра в Університеті Нортгемптона в Англії за спеціальністю «Драма», у якому навчався у 2014—2016 роках.
Після закінчення університету повернувся до Південної Кореї, щоб пройти обов'язкову дворічну військову службу.

## Кар'єра
Після закінчення строкової служби півтора року працював моделлю та підробляв на інших роботах. Сестра запропонувала надіслати запис для прослуховування на відбір до акторського складу «Цілую, Кітті», яка стала його першим офіційним прослуховуванням на головну акторську роль. Перш ніж отримати дебютну роль з'явився в кількох проєктах як фоновий персонаж й актор реконструкції в документальних фільмах.
Невдовзі після появи в «Цілую, Кітті» зіграв невелику роль у біографічному фільмі «Ґран Туризмо» (2023), основаному на житті та кар'єрі Янна Марденборо як професійного автоперегонника, разом з Девідом Гарбором, Орландо Блумом й Арчі Мадекве, прем'єра якого відбулась 11 серпня 2023 року.
14 червня 2023 року Netflix оголосила про подовження «Цілую, Кітті» на другий сезон і Лі знову зіграє роль Мін Хо.
2024 року працював з філіппінською акторкою Джулією Барретто й індонезійським актором Ніколасом Сапутрою у романтично-комедійному проєкті про їжу «Секретний інгредієнт», який транслювався на Viu.

## Особисте життя
Завзятий скелелаз і має окремий обліковий запис в Instagram, присвячений цьому захопленню.
Під час інтерв'ю розповідав, що з персонажем Мін Хо у нього спільні любов до їжі, кулінарії, подорожей, цінності дружби.
Навчився готувати по відео на YouTube від Гордона Рамзі у студентські роки у Великій Британії, тому його кулінарно підкованіший у західній кухні, ніж корейській. Він також гурман.

## Фільмографія
| Рік  |   | Українська назва     | Оригінальна назва | Роль        |
| ---- | - | -------------------- | ----------------- | ----------- |
| 2023 | ф | Ґран Туризмо         | Gran Turismo      | Джу-Хван Лі |
| 2023 | с | Цілую, Кітті         | XO, Kitty         | Мін Хо      |
| 2024 | с | Секретний інгредієнт | Secret Ingredient | Хаджун      |